# Comuna de Mikołajki
Mikołajki (polaco: Gmina Mikołajki) é uma gminy (comuna) na Polónia, na voivodia de Vármia-Masúria e no condado de Mrągowski. A sede do condado é a cidade de Mikołajki.
De acordo com os censos de 2006, a comuna tem 8410 habitantes, com uma densidade 33 hab/km².

## Área
Estende-se por uma área de 256,41 km², incluindo:
- área agricola: 48%
- área florestal: 22%

## Demografia
Dados de 31 de Dezembro de 2006:
|                      | Total   | Total | Mulheres | Mulheres | Homens  | Homens |
| -------------------- | ------- | ----- | -------- | -------- | ------- | ------ |
|                      | pessoas | %     | pessoas  | %        | pessoas | %      |
| População            | 8410    | 100   | 4329     | 51,5     | 4081    | 48,5   |
| Densidade (pop./km²) | 33      | 100   | 17       | 17       | 16      | 16     |

De acordo com dados de 2005, o rendimento médio per capita ascendia a 1821,49 zł.

## Subdivisões
- Baranowo, Cudnochy, Faszcze, Górkło, Grabówka, Inulec, Jora Wielka, Kolonia Mikołajki, Lubiewo, Nowe Sady, Olszewo, Prawdowo, Stare Sady, Stawek, Tałty, Woźnice, Zełwągi.

## Comunas vizinhas
- Miłki, Mrągowo, Orzysz, Piecki, Pisz, Ruciane-Nida, Ryn